# 小約瑟夫·達萊特
約瑟夫·安東尼·達萊特·朱尼爾（英語：Joseph Anthony Dallet Jr.，1907年2月18日—1937年10月13日）是一位美國共产主义者，他在西班牙内战中陣亡。

## 生平
小約瑟夫·達萊特生于俄亥俄州克利夫兰，在长岛长大。 他的父母是希尔达·达莱特（Hilda Dallet）和老约瑟夫·达莱特（Joseph Dallet Sr），父親是一位富有的丝绸制造商人。  他于 1923年就读于达特茅斯学院。  1927年，他選擇從大學肄業，并在马萨诸塞互助人寿找了一份與保险有關的工作。  
1928年，他积极参与劳工运动而且成為了一名装卸工。 隨後，他在宾夕法尼亚州和俄亥俄州的煉鋼廠工作，同時還參與组织金屬工人工業工會（Sheet and Metal Workers Industrial Union）。達萊特刻意不向外界透露自己家境富裕以及自己的猶太血統。1929年，他加入美國共產黨，而且和芭芭拉·蘭德（Barbara Rand）結婚，不過後來他們又離婚了。
1934年，凱瑟琳·普寧成為他的伴侶。
1934年和1936年，达莱特代表美國共产党角逐美国众议院议员，并于1935年又角逐俄亥俄州扬斯敦市长。 
1937年3月，達萊特啟程前往歐洲參加西班牙內戰。3月27日，達萊特和一群人試圖乘船從法國進入西班牙時，被法國邊境巡邏隊逮捕。經過一場審判和21天的監禁後，他們獲釋。他們於4月22日成功越過比利牛斯山進入西班牙。1937年6月，達萊特出任麥肯茲-帕皮諾營的政治委員。
達萊特並不受他麾下的士兵歡迎，這些士兵組成一個申訴委員會試圖罷免達萊特。達萊特打算辭去政治委員一職，但這一請求又被拒絕。1937年10月13日，達萊特在丰特斯德埃夫罗陣亡，當時西班牙國民軍正發動阿拉貢攻勢。